# Sergej Koroljov
Sergej Pavlovič Koroljov (ukr. Корольов Сергій Павлович, rus. Серге́й Па́влович Королёв), (12. siječnja 1907. – 14. siječnja 1966.), sovjetski raketni inženjer, vođa svemirskog programa SSSR-a 1950-ih i 1960-ih, tijekom svemirske utrke između SSSR-a i SAD-a. Koroljov je zaslužan s uspješno lansiranje svemirske letjelice i prvog čovjeka Jurija Gagarina koji je otputovao u svemir.
Koroljov je po struci bio dizajner zrakoplova. Kao jedna od žrtvi Staljinovih čistaka iz 1938. godine, proveo je gotovo šest godina po zatvorima, jedno vrijeme i u sibirskom gulagu. Nakon odsluženja kazne, postao je raketni dizajner i ključna figura u sovjetskom svemirskom programu. Široj javnosti je postao poznat tek godinama nakon smrti 1966., jer je SSSR njegov identitet čuvao kao državnu tajnu.

## Mlade godine
Koroljov se rodio u Žitomiru, gradu u središnjoj Ukrajini, tada dijelu Ruskog Carstva. Otac Pavel mu je bio Rus, a majka Marija Ukrajinka. Roditelji su mu se razveli kad je imao samo tri godine zbog nesuglasica uzrokovanih siromaštvom. Otac mu se preselio u Žitomir gdje je predavao ruski jezik. Iako je Pavel kasnije pisao Mariji zahtijevajući sastanak sa svojim sinom, majka to nije dopustila i kazala je Sergeju da mu je otac mrtav. Sergej je saznao istinu tek poslije očeve smrti. Očuh Grigorij Mihajlovič Balanjin bio je elektroinženjer i imao je pozitivan utjecaj na Sergeja. Koroljov je odrastao u okruženju majčine rodbine, smatrao se etničkim Ukrajincem, a ukrajinski jezik mu je bio materinji.

## Školovanje
U školi je mladi Koroljov bio jako dobar učenik, a specijalnost mu je bila matematika. Također se već zarana počeo zanimati za zrakoplovstvo. Završio je građevinsku školu, a stolarstvo mu je također dobro išlo. Kasnije je otišao na Kijevski politehnički institut, zbog njihovog aeronautičkog odjela. U Kijevu je radio mnoge poslove kako bi zaradio novac i platio studij, a ujak Jurij mu je pružio smještaj.

## Rad u OPO-4
Studij je nastavio na Višoj tehničkoj školi u Moskvi (današnjem Državnom tehnološkom sveučilištu). Mentor mu je bio Andrej Tupoljev, pionir zrakoplovnog dizajna u SSSR-u. Nakon što je diplomirao, Koroljov se zaposlio u dizajnerskom uredu OPO-4. Istodobno je počeo samostalno raditi na konstrukciji letjelica.
Godine 1930. oženio se Ksenijom Vincentini. Par je imao kćerku Natašu. Iste je godine dobio i pilotsku dozvolu.

## Zatočeništvo
Godine 1938., kada je Staljinova Velika čistka bila u zamahu, trojica njegovih suradnika, ali i rivala, Ivan Klejmenov, Georgij Langemak i Valentin Gluško, tužili su ga NKVD-u da namjerno usporava istraživački rad, te je Sergej potom osuđen na 10-godišnji zatvor.
Koroljov je završio u zloglasnom gulagu Kolima u Sibiru, gdje je proveo pet mjeseci i gdje su ga često tukli i zlostavljali. Taj konc-logor zapravo je bio površinski rudnik zlata, koji je na zao glas došao zbog brutalnog postupanja sa zatvorenicima, loše hrane i nedostatka odjeće i skloništa od prirodnih uvjeta. U gulagu je Sergej izgubio većinu zuba, zaradio slomljenu čeljust i bolesno srce. Kasnije je premješten u moskovsku "šarašku", kaznionicu za intelektualce, u kojoj su bili zatočeni brojni eminentni znanstvenici, uključujući i Tupoljeva, po kojem je kaznionica postala poznata. U šaraški je nastavio rad na dizajnu zrakoplova te je dobrim dijelom zaslužan za bombardere Tu-2 i Pe-2.
Godine 1942. premješten je u drugu šarašku, gdje je pod Gluškom radio na raketnim motorima. Konačno je oslobođen 27. lipnja 1944. godine, zajedno s Tupoljevom, Gluškom i drugim znanstvenicima, no potpunu rehabilitaciju doživio je tek 1957.

## Uspon karijere
Koroljov je 1945. dobio čin pukovnika Crvene armije. Od 1945. do 1946. bio je u Njemačkoj, gdje su Sovjeti proučavali tehnologiju rakete V-2. Staljin je odlučio da razvoj balističkih raketa bude državni prioritet i osnovao je 13. svibnja 1946. u predgrađu Moskve institut NII-88, koji je postao baza budućeg svemirskog programa. Voditelj instituta bio je Dmitrij Ustinov, a Koroljov je bio glavni dizajner dalekometnih projektila. Tijekom narednih desetak godina nastavio je raditi na razvoju dalekometnih projektila, a 1952. se učlanio u Komunističku partiju, kako bi dobio dostatna financijska sredstva za daljnja istraživanja.
Koroljov se od prve supruge razveo 1948., a već 1949. oženio se drugi put, Ninom Kotjenkovom, bivšom ljubavnicom zbog koje ga je Vincentini i napustila.

## Svemirski program i svemirska utrka
Koroljov je 1957. uspio u dugogodišnjem nastojanju da mu se odobri projekt umjetnog satelita. Program Sputnjik (ruska riječ za "suputnik") razvijen je u svega mjesec dana, jer je Koroljov imao gotovu raketu kojom bi mali umjetni satelit u obliku kugle lansirao u Zemljinu orbitu. Radilo se o interkontinentalnoj raketi R-7.
Sputnjik 1 je lansiran 4. listopada 1957. godine iz kozmodroma Bajkonur, što se uzima kao početak svemirske utrke. Već 3. studenog iste godine lansiran je i Sputnjik 2, koji je u svemir ponio i prvo živo biće, psa Lajku.
Nakon lansiranja Sputnjika 3 sljedeće godine, Koroljov se okrenuo projektu leta na Mjesec. Projekt Luna je lansirao nekoliko letjelica na Mjesec, od kojih je Luna 3 uspjela snimiti fotografije udaljenije strane Zemljinoga satelita.
Svi ovi uspjesi sovjetskog svemirskog programa pričinjavali su veliko zadovoljstvo tadašnjem državnom vođi Hruščovu, a imali su i političke posljedice u jačanju sovjetskog utjecaja.
Sljedeći veliki uspjeh Koroljova i njegovih suradnika bilo je lansiranje prvog čovjeka u svemir. Nakon odobrenja vlade, modificirana raketa R-7 (pod imenom Vostok 1) je 12. travnja 1961. ponijela Jurija Gagarina u Zemljinu orbitu. Gagarin se vratio na Zemlju padobranom nakon što je iskočio iz kapsule na visini od 7 km. Slijedili su drugi letovi iz programa Vostok, a 1963. je u svemir poletjela i prva žena, Valentina Terješkova.
Sve vrijeme je Koroljov bio nepoznat javnosti, a astronauti i drugi suradnici su ga poznavali kao "SP" (od Sergej Pavlovič) ili kao "glavnog dizajnera". Slijedili su programi Voshod i Sojuz. No, glavni dizajner nije doživio većinu letova tih programa.

## Smrt
Koroljov je iznenadno umro 14. siječnja 1966. Nagađalo se da je smrt uzrokovana nestručnom brigom medicinskog osoblja bolnice gdje je primljen zbog rutinske operacije hemoroida, no obitelj je potvrdila službenu verziju koja je glasila da je Koroljov umro zbog raka jednjaka. Naglom razvitku karcinoma sigurno je pogodovao i stresan posao, te posljedice teških godina zatočeništva.
Pokopan je u Moskvi s najvišim državnim počastima. Njegov se grob nalazi u moskovskom Kremlju.

## Vanjske poveznice
- Biografija i fotografije